# محوطه زی زی (زیر)
محوطه زی زی (زیر) مربوط به دوره ساسانیان -قرون اولیه دوران‌های تاریخی پس از اسلام است و در شهرستان بویراحمد، روستای سالار عزیزی واقع شده و این اثر در تاریخ ۱۱ دی ۱۳۸۰ با شمارهٔ ثبت ۴۵۶۳ به‌عنوان یکی از آثار ملی ایران به ثبت رسیده است.